# Тигани (Астипалея)
Тигани (греч. Τηγάνι) — небольшой необитаемый остров в Греции, в Эгейском море, в архипелаге Додеканес. Расположен у южного побережья более крупного островка Куцомити, в проливе между Куцомити и Кунупи, к юго-востоку от острова Астипалея. Административно относится к общине Астипалея в периферийной единице Калимнос в периферии Южные Эгейские острова.
Остров доступен летом на туристических катерах из деревни Астипалея.